# Antarchaea diacraspis
Antarchaea diacraspis är en fjärilsart som beskrevs av George Francis Hampson 1926. Antarchaea diacraspis ingår i släktet Antarchaea och familjen nattflyn. Inga underarter finns listade i Catalogue of Life.